# الهادي المرابط
الهادي المرابط هو أديب تونسي ولد بقصور الساف في 10 مارس 1946. زاول تعليمه الابتدائي بساقية الخادم والثانوي بالمهدية ثم التحق بدار المعلمين التي أحرز منها الشهادة سن 1966. باشر التعليم بعد التخرج، وتدرج في الرتبة سنة 1969. في سنة 1979 التحق بوزارة الداخلية ثم انقطع إلى العمل الصحفي بداية من سنة 1986. تابع في الأثناء تعلمه العالي بمعهد الصحافة وعلوم الاخبار ومنه أحرز الإجازة والدكتوراه في العلوم السياسية من كلية الحقوق والعلوم السياسية بتونس. كتب المقالة الصحفية والقصة القصيرة والرواية وأدب الأطفال بأنواعه. انتسب لاتحاد الكتاب التونسيين سنة 1985.

## عنه
ولد في 10 مارس 1946 في المرابطين (قديما: أولاد مرابط) قرب مينة قصور الساف (10 كم) وغير بعيد عن المهدية (18 كم). وهو شاعر، قاص، روائي ورسام، لكن الشعر، بالخصوص، انتزعه من الرسم، وهو أيضًا لاعب سابق بالنجم الرياضي اللجمي "بمدينة الجم" (انتمى إليه ولعب في صفوفه سنة 1972)، عمل معلما فمديرا في المدارس الابتدائية، فمندوب وكالة تونس -إفريقيا للأنباء- "باعتباره أستاذ صحافة وعلوم إخبار فأستاذ علوم سياسية بالجامعة التونسية لكونه دكتورا في الفلسفة السياسية. ألف عديد الكتب من قصة وشعر ومقالات صحفية نشرها في عديد الصحف التونسية والأجنبية.
في تونس، أشرف على الصفحة الأدبية بجريدة «البطل» وفي الجرائد الأخرى: البيان، الإعلان، العمل، الحرية، الشروق، الصباح، الصدى، بلادي، أزهار، الرياض، عرفان، الأيام، الأمة، الفلَاح، لابراس، لابراس المسائية، لوطون الفرنسية، الصحافة... إلخ. في كل هذه وغيرها نشر إبداعاته ومقالاته وبطاقاته الأدبية والاجتماعية والسياسية وما يزال ينشر خاصة في صحيفة «الأنوار» التي سيبادر بإصدار مقالاته فيها في كتب أولها سيكون «سِفر الأنوار».

## العمل الخيري
يعتبر أنّ أهم إنجاز حققه في حياته أنه عمد في مسقط راسه البسيط جدّا (لم يكن فيه أكثر من المساكن المتواضعة، ايّ شيء، ولا حتى حانوت لشراء حبة حلوى) إلى تأسيس نواة مدينة، حيث أقام: مدرسة ومستوصفا (مشفى صغيرا) وجامعا كبيرًا ودارا للقرآن ودارا للثقافة ودارا للطفولة ومركزا للتنشيط الثقافي المدرسي ودارا للشباب، وعمل على أن تلتفت إلى منطقته السلط الإدارية والسياسية فعبدت لهم الطرق الموصلة إلى المدينة القادمة وجيء إليها بالماء والكهرباء وحتى التنوير العمومي للطرق، وخرجت المنطقة كلها من عزلتها بتوفر وسائل النقل، كما أقام فيها مهرجانا ثقافيا إقليميا، نظم منه أربع دورات مهمة لاقت الاستحسان والتنويه، وأسس فيها ولها وباسمها جمعية ثقافية هي «جمعية المرابطين للإبداع والتراث».

## أعماله

### شعر
- الاغتسال من الوهم (شعر)، دار المعارف، سوسة، 1981.
- الشرنقة
- ديوان المواجع
- مطر الرماد
- الوردة السوداء
- ديوان المرايا
- البحر أخضر
- رايات الخطيئة

... وأُخُر.

### روايات
- المدينة والكلاب
- ركائز وجنائز

### قصص أطفال
- الجدول (مجلة للأطفال) صدرت سنة 1986 بتونس (متواصلة).
- الجدي الهائم - طيرانة - الفروج الأبيض والحمل- ساقية الخادم - الشجرة (كلها قصص للأطفال مفتوحة ومغلقة)، تونس،1983,1989.

### رسم
أقام أول معرض له في مدينة براد (Prades) بمقاطعة روسيون (Roussillon) جنوب غربي فرنسا، وذلك في سنة 1976. وتلته معارض أخرى بتونس.